# Sprängpansargranat
Sprängpansargranat, kort spgr (engelska: High Explosive Squash Head, kort HESH, i Storbritannien, eller High Explosive Plastic, kort HEP i USA) är en typ av explosiv ammunition utformad efter kontaktsprängverkan (KSV), vilket innebär att projektilen är fylld med plastiskt sprängämne i syfte att nedkämpa pansarfordon utan att behöva penetrera pansaret. Istället för att penetrera pansaret så utbreder sig granatens sprängladdning på pansaret vid anslag och detonerar sedan efter viss fördröjning. Detonationen skapar då stötvågor som färdas igenom pansaret och får det att splittras på motsatt sida om anslaget, vilket skapar höghastighetssplitter som skadar mjukt materiel i dess väg, till exempel besättningen i en stridsvagn.
Typen är mycket användbar då den har ungefär 90% av verkan från en spränggranat mot mjuka mål men har avsevärt mycket bättre verkan mot bunkrar, byggnader och fordon. Typen har även stor användbarhet mot pansrade mål som pansarbilar och stridsvagnar, även om den inte slår ut besättningen i fordonet. Sprängkraften och i kombination med kontaktsprängverkan har mycket god effekt på band, däck, upphängning, optik och annan yttre utrustning.

## Utformning
Sprängpansargranater har ett bottenmonterat tändrör, militärt benämnt basrör, försedd med fördröjning. Granatkroppen är mycket lång och har trubbig rund spets. Större delen av granaten är fylld med sprängämne av plasttyp.
Vid anslag plattas sprängämnet ut på pansarets yta och fastnar. Efter några millisekunder detoner tändröret sprängämnet vilket skapar en stötvåg som går in i pansaret som stöter ut splitter från pansarets insida. Om pansaret består av flera lager, till exempel kompositpansar, uteblir verkan eftersom stötvågen reflekteras från det yttersta lagrets baksida.
För att fastna på pansaret behöver sprängpansargranater skjutas med relativt låg hastighet (ca 700 m/s), då sprängämnet i granaten splittras vid för hög anslagshastighet och gör att tändröret inte får kontakt med tillräckligt mycket sprängmassa, alternativt att sprängämnet självantänder av energin innan det hinner plattas ut. Träff i höga vinklar har även hög påverkan på verkan då vinkeln kan ge oregelbunden kontakt och grepp mellan pansaret och sprängmassan, etc.

## Historia
Sprängpansargranater togs huvudsakligen fram av den brittiska armén under Kalla kriget för diverse olika vapen, bland annat för deras 105 mm Royal Ordnance L7-kanon. Sprängpansargranater kom att till stor del ersätta spränggranaten hos majoriteten av grövre ammunitionskalibrar i Storbritannien. 
Användning av sprängpansargranater spreds primärt från Storbritannien i och med deras export av vapenmateriel, bland annat till de krigsmakter som införskaffat stridsvagnar beväpnade med 105 mm Royal Ordnance L7-kanonen, vilket bland annat Sverige, Indien och Israel gjorde.

### Sverige
I Sverige fanns sprängpansargranater till stridsvagn 101, stridsvagn 102 och stridsvagn 101. Typen som användes var av brittisk konstruktion och benämndes 10,5 cm sprängpansargranat m/61. Typen kunde teoretiskt även användas i stridsvagn 103 men då typen inte fungerade i vagnens automatladdare så var typen förbjuden att användas i vagnen.

## Lista över sprängpansargranater
(ej komplett lista)

### Till 76 mm L23A1
(även 76 mm L5A1)
- Storbritannien: L29[6]
  -  Belgien: M329[6]
  -  Canada: L29A5[6]

### Till 90 mm Cockerill Mk II
(även 90 mm Cockerill Mk III, 90 mm Cockerill Mk III MA1 och 90 mm ENGESA EC-90)
- Belgien: M625A1[6]
  -  Frankrike: NR503[6]

### Till 105 mm Royal Ordnance L7
(även 105 mm Rh 105, 105 mm M68, 105 mm CN105F1 och 105 mm GT7)
- Storbritannien: L35[6]
  -  Sverige: 10,5 cm sprängpansargranat m/61[5]
  -  Pakistan: L35A3[6]
- USA: M393, M393A1, M393A2[9]
  -  Belgien: M1053[6]
  -  Frankrike: NR133, alternativt FSN 1315-C507[6]
  -  Israel: M156[6][8]
- Tyskland: DM512[6]

### Till 106 mm M40A1
(även 106 mm M40A1C, 106 mm M40A2)
- USA: M346A1[6]
  -  Brasilien: 106R HESH CTG MD1[6]
  -  Frankrike: NR601, alternativt FSN 1315 C651[6]

### Wikipedia
- Pansarspränggranat
- Spränggranat
- Pansargranat